# 卡莫納區
09°59′46″N 85°15′17″W / 9.99611°N 85.25472°W
卡莫納區（西班牙語：Carmona District），是哥斯達黎加的行政區，位於該國西北部瓜納卡斯特省，由南達尤雷縣負責管轄，面積34平方公里，海拔高度80米，2013年人口2,451人，人口密度每平方公里72人。